# Nho Quan
Nho Quan là một huyện cũ miền núi nằm ở phía tây bắc tỉnh Ninh Bình, Việt Nam.

## Địa lý
Huyện Nho Quan nằm ở phía tây bắc tỉnh Ninh Bình, cách thành phố Hoa Lư 34 km về phía tây bắc, cách thủ đô Hà Nội 127 km, có vị trí địa lý:
- Phía đông giáp các thành phố Hoa Lư, Tam Điệp và huyện Gia Viễn
- Phía tây và phía nam giáp huyện Thạch Thành, tỉnh Thanh Hóa
- Phía bắc giáp huyện Yên Thủy và huyện Lạc Thủy, tỉnh Hòa Bình.

Nho Quan có dòng sông Bôi nối với sông Hoàng Long ra sông Đáy. Ngoài ra còn có sông Lạng, sông Rịa và sông Bến Đang. Huyện có 4 tuyến: quốc lộ 12B, quốc lộ 45, Quốc lộ 37C, quốc lộ 38B, đại lộ Tràng An và các tỉnh lộ 438, 477, 492 chạy qua.
Nho Quan là một huyện có nhiều hồ nước tự nhiên và nhân tạo nhất ở Ninh Bình, các hồ lớn có tên gọi gồm:
- Hồ Đập Trời nằm tách biệt hoàn toàn khỏi khỏi khu dân cư, được xây dựng thành trang trại với đồi cây công nghiệp, cây lương thực và khu trại.
- Hồ Đồng Liều thuộc xã Quỳnh Lưu, gần hồ Đá Lải.
- Hồ Đá Lải thuộc xã Phú Long, có trữ lượng 2,5 triệu m³ nước. Trên diện tích 400 m² mặt nước nuôi cá lồng tại hồ Đá Lải mỗi năm cho sản lượng 15 - 18 tấn cá thịt
- Hồ Đồng Chương là hồ nước nằm giữa đồi thông, nơi đây đã được xây dựng thành khu du lịch nghỉ dưỡng.
- Hồ Thường Sung nằm gần khu du lịch nghỉ dưỡng Cúc Phương Villa
- Hồ Yên Quang gồm 4 hồ nước được ngăn bởi các con đập.
- Hồ Thác Lá là một hồ thiên nhiên dài thuộc thác nước thôn Đầm Bông
- Hồ Trổ Lưới nằm ở thôn Vệ Đình, xã Thạch Bình
- Hồ Đầm Đống thuộc xóm Ngọc, xã Thạch Bình.

Trên địa bàn huyện có 2 tôn giáo chính: Phật giáo và Thiên Chúa giáo, trong đó có 18% dân số theo đạo Thiên Chúa.

## Hành chính

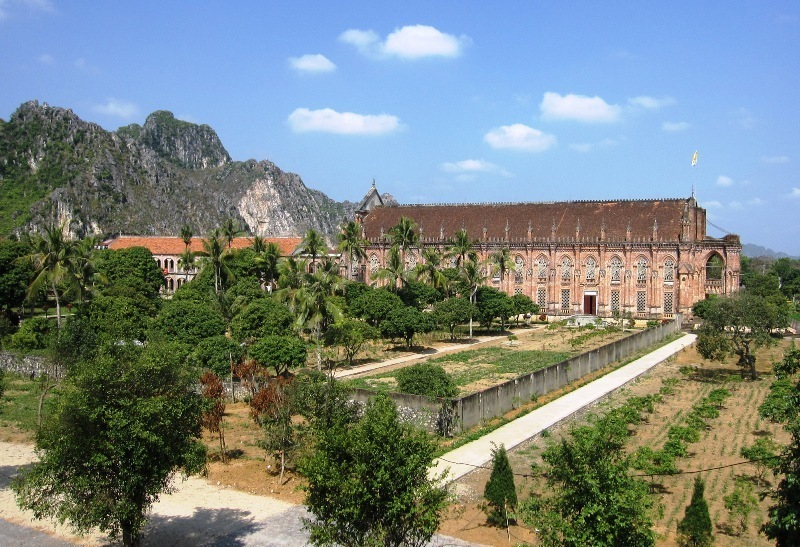
Toàn cảnh đan viện Châu Sơn

Huyện Nho Quan có 23 đơn vị hành chính cấp xã trực thuộc, bao gồm thị trấn Nho Quan (huyện lỵ) và 22 xã: Cúc Phương, Đồng Phong, Đức Long, Gia Lâm, Gia Sơn, Gia Thủy, Gia Tường, Kỳ Phú, Lạc Vân, Phú Long, Phú Lộc, Phú Sơn, Phúc Sơn, Quảng Lạc, Quỳnh Lưu, Thạch Bình, Thanh Sơn, Thượng Hòa, Văn Phú, Văn Phương, Xích Thổ, Yên Quang.

## Lịch sử
Nho Quan là một huyện lâu đời thuộc tỉnh Ninh Bình.
Thời Đinh Tiên Hoàng thuộc phủ Trường Yên.
Thời Trần thuộc trấn Thiên Quan, Thiên Quan gồm 3 huyện: Xích Thổ, Đông Lai, Khôi.
Năm 1397, Hồ Quý Ly đổi làm trấn Thiên Quan.
Thời Lê đặt làm phủ Thiên Quan, gồm 3 huyện: Phụng Hóa, Yên Hóa, Lạc Thổ.
Năm Tự Đức thứ 15 (1862), phủ Thiên Quan được đổi thành phủ Nho Quan, tên gọi Nho Quan có từ đó.
Năm 1921, ba tổng: Đề Cốc, Mất Một, Xích Thổ thuộc huyện Yên Hoá sáp nhập vào huyện Gia Viễn.
Sau cách mạng tháng 8 năm 1945, điều chỉnh cắt tổng Vân Trình (huyện Gia Viễn) nhập vào huyện Nho Quan.
Sau năm 1945, bỏ cấp phủ, gọi chung là huyện. Huyện Nho Quan khi đó gồm có 21 xã: Cúc Phương, Đồng Phong, Đức Long, Kỳ Phú, Lạc Vân, Lạng Phong, Phú Lộc, Phú Long, Phú Sơn, Quảng Lạc, Quỳnh Lưu, Sơn Hà, Sơn Lai, Sơn Thành, Thạch Bình, Thanh Lạc, Thượng Hòa, Văn Phong, Văn Phú, Văn Phương, Yên Quang.
Đầu năm 1953, Ủy ban kháng chiến hành chính liên khu 3 sát nhập 5 xã: Quang Minh, Phú Thịnh, Bảo Lương, Đoàn Kết và Yên Lương thuộc Nho Quan vào huyện Yên Thủy (Hoà Bình) và thành lập thị trấn Nho Quan trên cơ sở tách ra từ xã Lạng Phong.

### Từ năm 1975 đến nay
Ngày 27 tháng 12 năm 1975, Quốc hội ban hành Nghị quyết về việc hợp nhất tỉnh Ninh Bình và tỉnh Nam Hà thành tỉnh Hà Nam Ninh, huyện Nho Quan thuộc tỉnh Hà Nam Ninh.
Ngày 27 tháng 4 năm 1977, Hội đồng Chính phủ ban hành Quyết định 125-CP về việc hợp nhất huyện Nho Quan với huyện Gia Viễn thành huyện Hoàng Long thuộc tỉnh Hà Nam Ninh.
Ngày 9 tháng 4 năm 1981, Hội đồng Chính phủ ban hành Quyết định 151-CP về việc tái lập huyện Gia Viễn tách khỏi huyện Hoàng Long.
Huyện Hoàng Long gồm có các xã Sơn Thành, Thanh Lạc, Thượng Hoà, Kỳ Phú, Cúc Phương, yên Quang, Văn Phương, Văn Phong, Lạng Phong, Đồng Phong, Quỳnh Lưu, Sơn Lai, Sơn Hà, Quảng Lạc, Phú Long, Phú Lộc, Văn Phú, Đức Long, Lạc Vân, Phú Sơn, Thạch Bình, Xích Thổ, Gia Sơn, Gia Thủy, Gia Lâm, Gia Tường và thị trấn Nho Quan. Trụ sở huyện đóng tại thị trấn Nho Quan.
Ngày 26 tháng 12 năm 1991, Quốc hội ban hành Nghị quyết về việc chia tỉnh Hà Nam Ninh thành hai tỉnh Nam Hà và Ninh Bình và huyện Hoàng Long thuộc tỉnh Ninh Bình
Ngày 23 tháng 11 năm 1993, Chính phủ ban hành Nghị định số 88-CP về việc huyện Hoàng Long đổi lại tên cũ là huyện Nho Quan.
Ngày 6 tháng 11 năm 2008, Chính phủ ban hành Nghị định số 06/NĐ-CP về việc điều chỉnh một phần diện tích và nhân khẩu của xã Đồng Phong, Lạng Phong về thị trấn Nho Quan quản lý.
Huyện Nho Quan có 45.833,07 ha diện tích tự nhiên và 147.936 nhân khẩu, có 27 đơn vị hành chính trực thuộc.
Ngày 10 tháng 12 năm 2024, Ủy ban Thường vụ Quốc hội ban hành Nghị quyết số 1318/NQ-UBTVQH15 về việc sắp xếp đơn vị hành chính cấp huyện, cấp xã của tỉnh Ninh Bình giai đoạn 2023 – 2025 (nghị quyết có hiệu lực từ ngày 1 tháng 1 năm 2025). Theo đó:
- Thành lập xã Phúc Sơn trên cơ sở sáp nhập xã Sơn Hà và xã Sơn Lai.
- Thành lập xã Thanh Sơn trên cơ sở sáp nhập xã Thanh Lạc và xã Sơn Thành.
- Sáp nhập xã Lạng Phong và xã Văn Phong vào thị trấn Nho Quan.

Huyện Nho Quan có 1 thị trấn và 22 xã như hiện nay.

## Kinh tế

### Hệ thống chợ
Nho Quan có các chợ sau là được xếp hạng chợ loại 2, 3 ở Ninh Bình: Chợ Đế - Xã Gia Tường, Chợ Đồng Phong - Xã Đồng Phong, Chợ Lạc - Xã Xích Thổ, Chợ Lam - Xã Thanh Sơn, Chợ Na - Xã Gia Lâm, Chợ Ngã Ba Anh Trỗi - Xã Quỳnh Lưu, Chợ Nho Quan - Thị Trấn Nho Quan, Chợ Rịa - Xã Phú Lộc, Chợ Vĩnh Khương - Xã Quảng Lạc.

### Hệ thống cảng sông
Theo Quyết định số: 2179/ QĐ-UBND ngày 17 tháng 9 năm 2007 của UBND tỉnh Ninh Bình V/v phê duyệt Quy hoạch giao thông đường thủy nội địa tỉnh Ninh Bình đến năm 2015 và định hướng phát triển đến năm 2020 thì Nho Quan có các cảng và các bến đò đường thủy sau:
- Cảng Nho Quan: thuộc xóm 4, xã Lạc Vân, huyện Nho Quan
- Cảng Núi Hốt: thuộc xã Lạc Vân, huyện Nho Quan

## Dân số
Huyện Nho Quan có diện tích là 450,82 km², dân số năm 2021 là 153.430 người, mật độ dân số đạt 340 người/km².
Huyện Nho Quan có diện tích là 450,53 km², dân số năm 2019 là 149.830 người , mật độ dân số đạt 333 người/km². Trong đó người Kinh chiếm gần 90% và người Mường trên 10%. Người Mường ở Nho Quan lại có các nhóm khác nhau: Mường Vang ở các xã Thạch Bình, Yên Quang, Xích Thổ; Mường Rậm chủ yếu ở Cúc Phương và một phần Văn Phương, thích ở những vùng sâu trong rừng; Mường Bo ở Quảng Lạc, Mường Kỳ Lão ở Phú Long và Kỳ Phú.

## Văn hoá - du lịch
Nho Quan là một vùng đất cổ, rừng Cúc Phương là nơi phát hiện nhiều di chỉ khảo cổ học minh chứng cho sự xuất hiện của người Việt cổ tại đây.

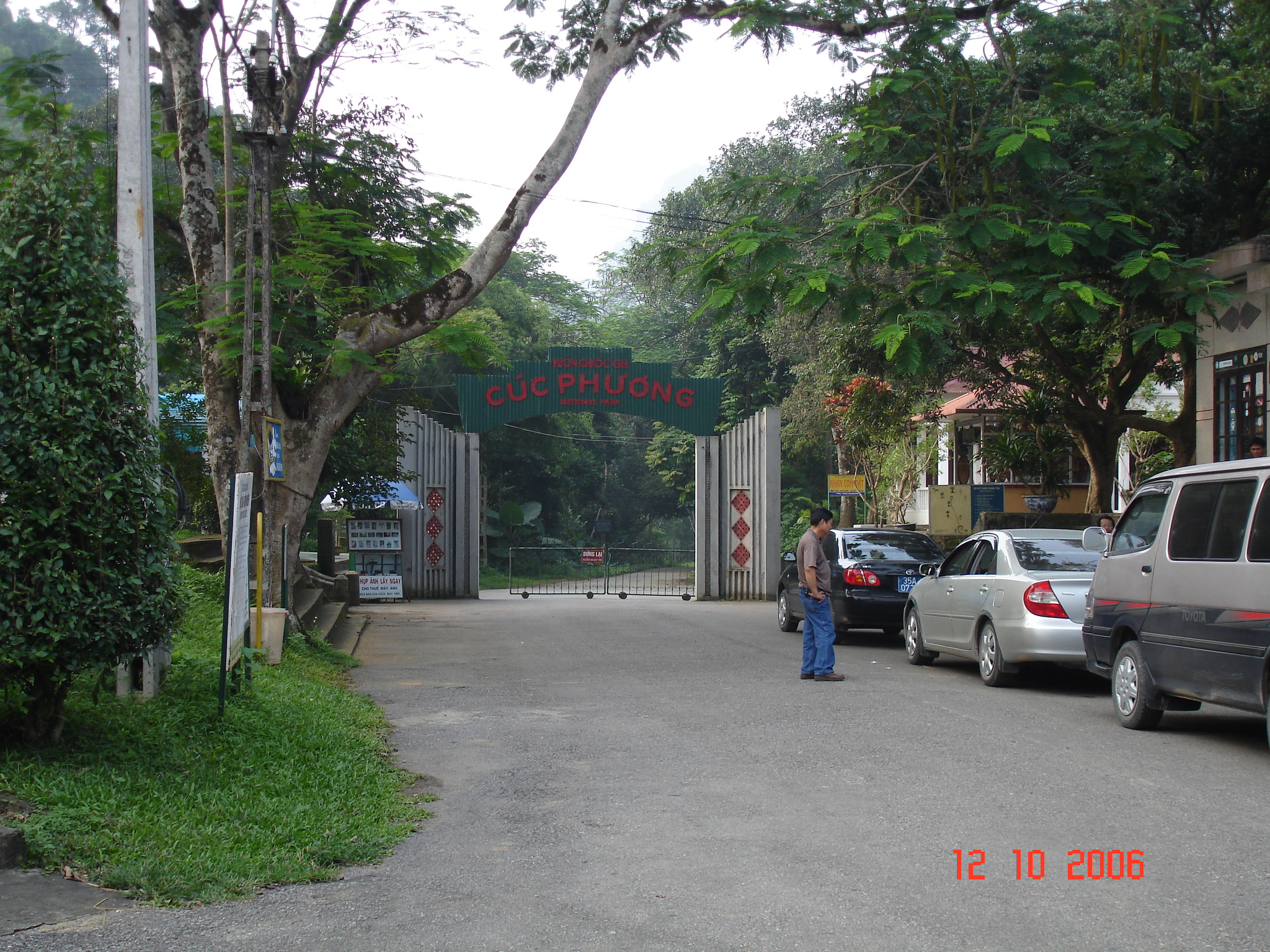
Khu du lịch Vườn quốc gia Cúc Phương

Nho Quan là quê hương của nhiều danh nhân như Dương Vân Nga, quê ngoại Vua Đinh Tiên Hoàng. Nơi đây có nhiều di tích, truyền thuyết gắn với cuộc đời và sự nghiệp của Đinh Bộ Lĩnh như di tích Đàn Tế Trời ở đồi Thờ, xã Quỳnh Lưu; đền Vua Đinh ở thôn Lão Cầu, xã Văn Phú; các đình Mỹ Hạ, đình Ngọc Nhị, đình Ngọc Ba ở xã Gia Thủy và các đình thôn Lược, đình Ngọc Mỹ thôn Me, đình Vua làng Xát, đền làng Đông Thịnh ở xã Phúc Sơn đều thuộc huyện Nho Quan.
Vùng đất Phụng Hóa - Nho Quan xưa gắn với các truyền thuyết về thần Cao Sơn, vị thần trấn vùng núi Nam Lĩnh - Thiên Dưỡng được thờ phụng ở vùng đất này như đền Sơn thần, đền Cao Sơn... và nhiều nơi khác rước về thờ phụng trong tín ngưỡng Hoa Lư tứ trấn, sau này dân làng Kim Liên cũng rước thần Cao Sơn từ đền Láo, xã Văn Phú về thờ ở đình Kim Liên trong Thăng Long tứ trấn.
Trong kháng chiến chống Pháp, Nho Quan có chiến khu Quỳnh Lưu là nơi hình thành và phát triển cách mạng Ninh Bình, ở xã Quỳnh Lưu là nơi sinh ra anh hùng Lương Văn Tụy, xã Thanh Sơn là nơi sinh ra bí thư tỉnh ủy đầu tiên Đinh Tất Miễn.
Vùng núi đá phía Đông Nam huyện Nho Quan thuộc xã Phúc Sơn nằm trong quần thể danh thắng Tràng An đã được UNESCO công nhận là di sản thế giới năm 2014.

### Làng nghề
Làng nghề xưa, nghề mới trong huyện như:
- Làng nghề gốm Mỹ Lộc (Gia Thủy)
- Làng nghề gốm Cây Xa (Gia Thủy)
- Làng nghề mộc Quỳnh Phong (Phúc Sơn)
- Mây tre đan Sào Lâm (Văn Phú)
- Mây tre đan Đồng Nang (Văn Phú)
- Nghề chẻ tăm hương Thần Lũy (Đức Long)
- Làng nghề thêu ren thôn Chùa (Gia Thủy)
- Chăn nuôi thú đặc sản Cúc Phương
- Nuôi thú đặc sản một số ở Kỳ Phú.

### Danh lam thắng cảnh
Nho Quan có nhiều danh thắng để phát triển và khai thác du lịch như: động Vân Trình, động Thiên Hà, động Nham Hao, hồ Yên Quang, hồ Đồng Chương, hang Bụt, khu du lịch hồ Thường Xung, khu du lịch nghỉ dưỡng suối nước khoáng nóng Cúc Phương, khu du lịch tắm ngâm nước khoáng nóng Cúc Phương và đặc biệt là vườn quốc gia Cúc Phương:
- Hồ Đồng Chương nằm ở 2 xã Phú Lộc và Phú Long. Đây là một hồ nước rộng với chu vi đường bao hơn 8 km. Xung quanh hồ là những vạt đồi thông soi bóng xuống mặt nước. Hồ Đồng Chương đã được đầu tư để trở thành điểm du lịch sinh thái, giải trí cuối tuần.
- Hồ Yên Quang nằm gần thị trấn Nho Quan, là một hồ câu cá và thủy lợi lớn.
- Vườn quốc gia Cúc Phương là vườn quốc gia đầu tiên của Việt Nam. Trong khu vực rừng có động Người Xưa, suối nước nóng, cây chò trên 1.000 năm tuổi và các trung tâm nghiên cứu, bảo tồn động vật.v.v
- Động Vân Trình thuộc xã Thượng Hoà là một động lớn nằm trong núi Mõ. Động được đưa vào khai thác du lịch theo tour cùng với suối Kênh Gà tạo ra khu du lịch Kênh Gà - Vân Trình.
- Động Thiên Hà - hang Bụt: động Thiên Hà nằm trong núi Tướng thuộc xã Phúc Sơn, thuộc quần thể danh thắng Tràng An. Động đã được đưa vào khai thác du lịch từ tháng 10/2010. Hang Bụt là một danh thắng toạ lạc giữa lòng núi Tướng cách thành phố Hoa Lư 18 km, trong khu rừng đặc dụng Hoa Lư thuộc thôn Đồng Tâm, xã Phúc Sơn. Hang Bụt hiện dài gần 500 m, lòng hang rất rộng và có nhiều nhũ đá với hình thù kỳ lạ.
- Công viên động vật hoang dã quốc gia Việt Nam là dự án được xây dựng trên địa bàn 2 xã Kỳ Phú và Phú Long với tổng diện tích khoảng 1.488 ha. Đây là công viên bảo tồn động vật hoang dã Quốc gia đầu tiên tại Việt Nam và được xây dựng, phát triển, hoạt động đạt tiêu chuẩn Quốc tế.
- Động Nham Hao là hang động nước dài hơn 3 km, xuyên qua dãy núi giáp ranh giữa hai xã Lạc Vân và Đức Long. Đây là hang động dài và đẹp nhất ở Ninh Bình hiện nay được phát hiện.
- Quần thể danh thắng Tràng An có một phần diện tích nằm ở rìa phía Đông Nam của huyện, thuộc xã Phúc Sơn.

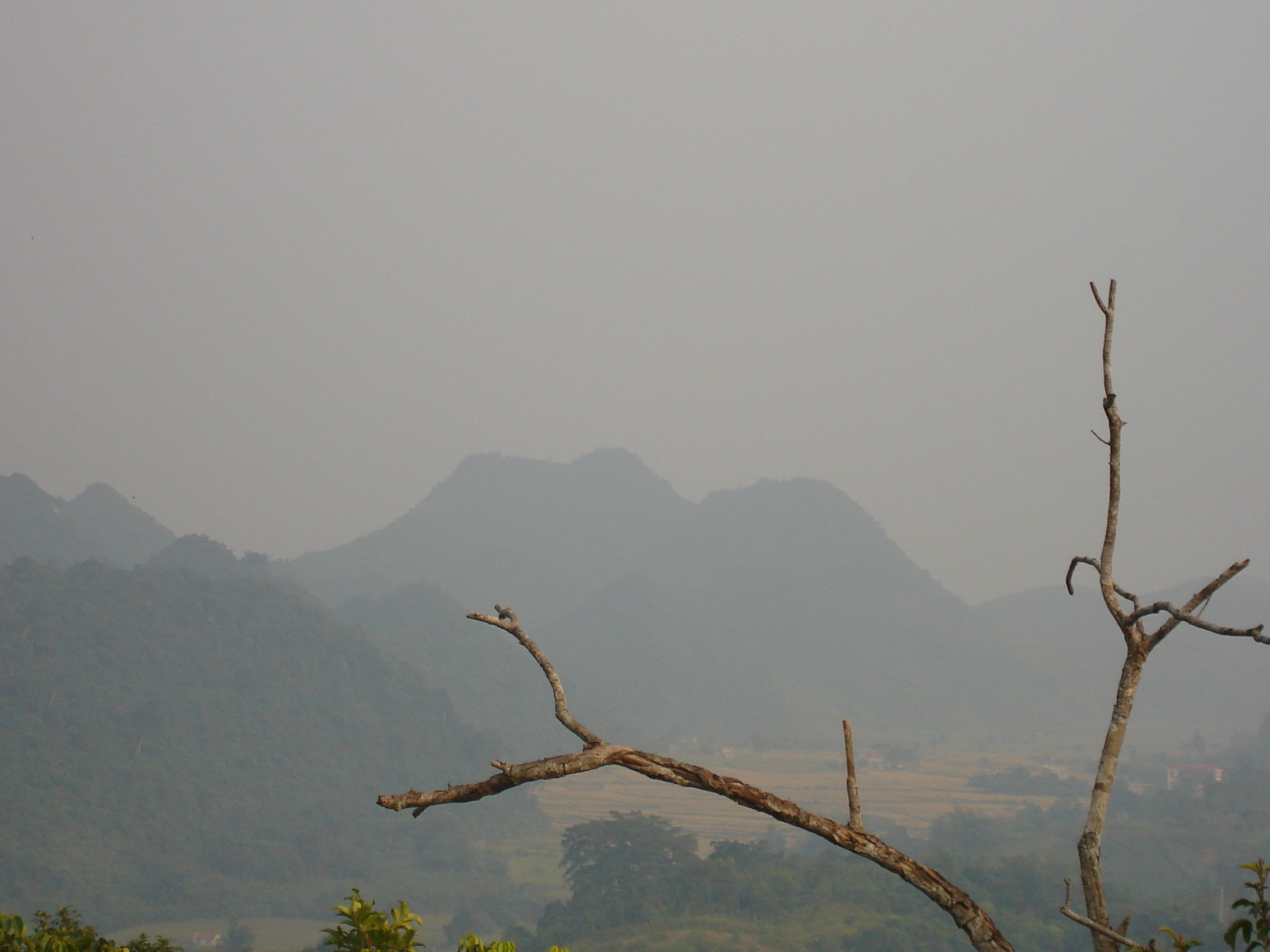
Rừng Cúc Phương
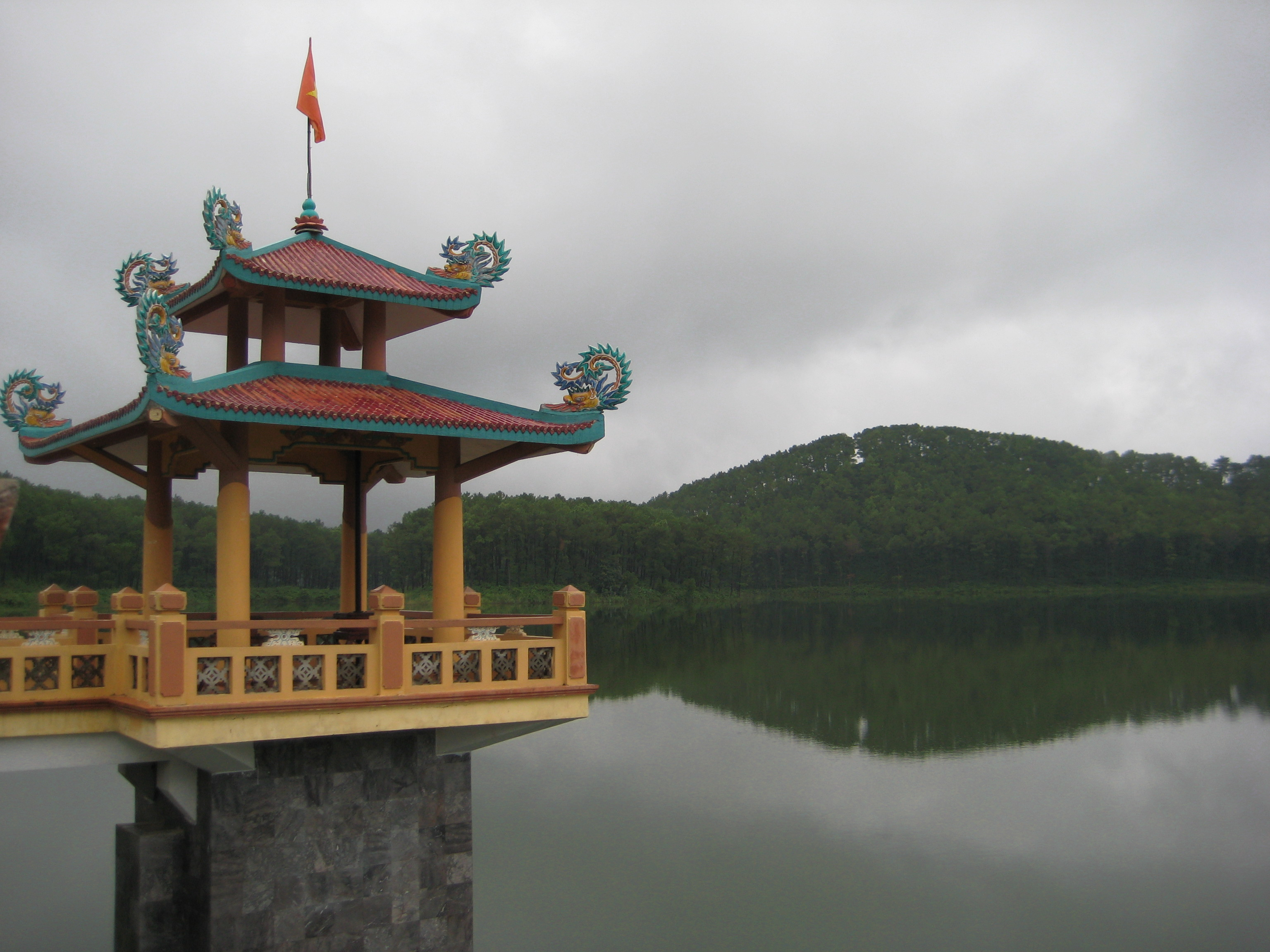
Một góc hồ Đồng Chương
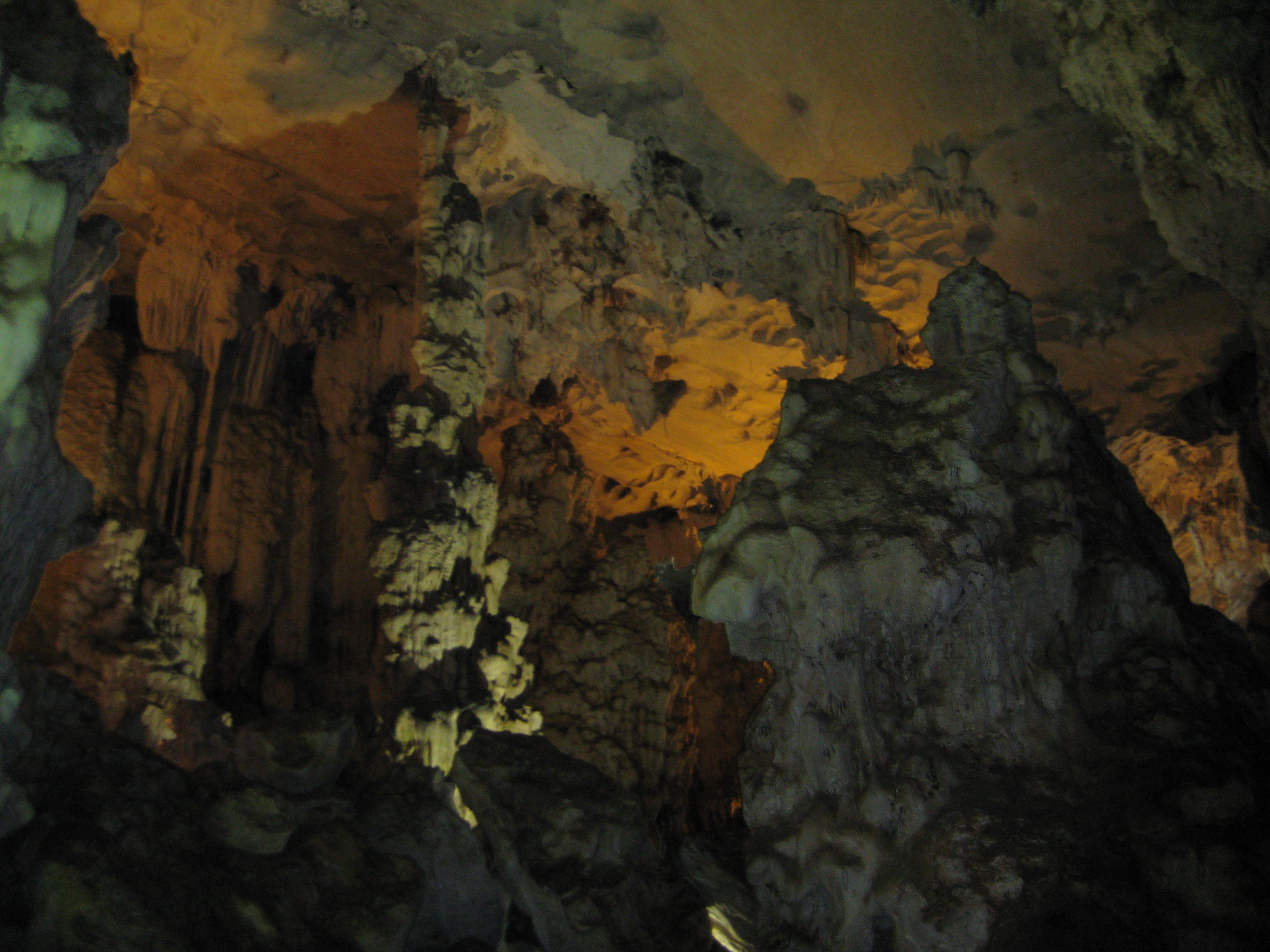
Vẻ đẹp động Vân Trình

### Các khu du lịch
Hiện Nho Quan có 7 khu, điểm du lịch bao gồm: Vườn Quốc gia Cúc Phương; Tắm ngâm nước khoáng Cúc Phương; Khu du lịch nghỉ dưỡng Cuc Phuong Orion Resort; Khu du lịch sinh thái hồ Đồng Chương; Hang động Vân Trình - xã Thượng Hòa; Khu du lịch hang Bụt - xã Sơn Hà; Khu du lịch tâm linh Phủ Đồi Ngang - xã Phú Long.
Số lượt khách tham quan du lịch năm 2010 và 3 tháng đầu năm 2011 là: 159.795 lượt người. Trong đó, số lượt khách lưu trú: 72.634 lượt người. Hoạt động du lịch có bước phát triển khá; số khách du lịch trong nước và quốc tế đến địa bàn tăng nhanh trong những năm gần đây.
Từ nay đến năm 2015, Nho Quan dự kiến tập trung thực hiện các dự án nâng cấp, hoàn chỉnh các tuyến đường giao thông phục vụ cho các tour du lịch gồm: dự án tuyến hồ Yên Quang - đình Mống Lá (với sản phẩm du lịch là vui chơi bằng xe ngựa, du thuyền, câu cá); dự án du lịch đường sông Nho Quan - động Vân Trình bằng tàu thủy, kết hợp xây dựng khu công viên vui chơi thể thao, giải trí thị trấn Nho Quan; đầu tư nâng cấp các điểm di tích lịch sử khu căn cứ cách mạng Quỳnh Lưu, nâng cấp đền Phủ Đồi, quy hoạch phục vụ khách du lịch tâm linh; các dự án khách sạn 3 sao ở thị trấn Nho Quan, Rịa và khu du lịch tắm ngâm Cúc Phương.

### Đặc sản Nho Quan
- Khoai lang Hoàng Long là loại cây đặc sản của tỉnh Ninh Bình nói chung và vùng Nho Quan - Gia Viễn bên bờ sông Hoàng Long nói riêng. Khoai Hoàng Long có thịt củ bở, màu vàng nhạt, bùi, ngọt và có mùi thơm đặc trưng. Hiện nay, Trung tâm Thực nghiệm Sinh học Nông nghiệp công nghệ cao thuộc Viện Di truyền nông nghiệp Việt Nam đã thử nghiệm và phục tráng thành công giống khoai lang Hoàng Long cho năng suất, chất lượng cao trên diện tích 3 ha tại các xã Yên Quang và Phú Sơn.
- Rượu cần Nho Quan là loại rượu không qua chưng cất lửa. Người ta dùng gạo lứt nếp xay nấu thành cơm trộn đều với men đem ủ vào trong ang hoặc vò sành từ 3 tháng trở lên mới đem ra uống. Khi sắp uống, đem đổ nước vào ang. Nước đầu bao giờ cũng ngon và ngọt, đổ nước tiếp, rượu sẽ nhạt dần. Uống rượu cần không dùng chén, mà phải có các cần rượu làm bằng thân các cây trúc được thông rỗng bên trong cắm vào ang rượu. Men rượu phải là vỏ cây mun cùng với củ giềng, củ gừng, lá ổi xanh theo tỷ lệ nhất định, đem giã vắt lấy nước rồi trộn với bột gạo nếp. Sau đó nặn thành bánh tròn bằng quả ổi nhỏ ủ vào trấu cho phồng lên, để khô khoảng 10 ngày mới dùng được. Rượu cần thường uống đông người, uống để chuyện trò, giao lưu tình cảm.
- Bánh giầy bản Mường Nho Quan là món đặc sản của bà con dân tộc Mường ở bản Sau, bản Ao và bản Cả thuộc xã Kỳ Phú,  thường dùng vào dịp Tết Nguyên đán hoặc trong đám cưới. Nguyên liệu làm bánh là gạo nếp cái hoa vàng. Trước khi chế biến phải ngâm gạo và đồ xôi. Khi xôi chín nhừ, còn đang nóng, họ trút vào cối gỗ, dùng cây vầu tươi, thon chắc có đầu mật và phết một lớp lòng đỏ trứng gà để giã xôi. Khi xôi đã nhuyễn như bột, để sang một chiếc nia và chuyển sang nặn bánh. Khi làm công đoạn này, người nặn xoa qua lòng đỏ trứng gà vào lòng bàn tay để xôi khỏi dính vào. Khi làm bánh xong, phải để cho nguội rồi mới xếp ra đĩa để tránh bánh dính thành một khối. Mỗi mẻ bánh thường cần 4 kg gạo nếp, làm được 120 chiếc. Bánh khi ăn vừa có hương vị đặc trưng của gạo nếp, vừa có hương thơm của lòng đỏ trứng gà lưu lại qua dụng cụ chế biến. Một chiếc bánh ngon phải vừa bùi, vừa giòn và dẻo.
- Xôi trứng kiến Nho Quan là đặc sản quý hiếm, trứng kiến sau khi thu được mang về bỏ hết kiến mẹ ra. Sau đó, dùng một chậu nước hơi ấm, đãi nhẹ cho trứng kiến thật sạch. Xong để ráo nước rồi ướp với bột canh, hành khô thái lát phi với mỡ gà vàng ươm, đổ trứng kiến vào đảo nhẹ tay cho chín tới. Lá chuối ngự hơ chín, gói trứng kiến vào trong. Gạo nếp hương vo đãi sạch, ngâm trước, đổ ra chờ ráo nước, cho gạo vào chõ xôi, đặt gói trứng kiến ở giữa. Đặt chõ lên bếp, nấu cho xôi chín, bắc ra, mở gói trứng kiến rắc đều lên trên, dùng đũa xới nhẹ cho thật đều, đơm lên đĩa ăn nóng. Xôi nếp dẻo thơm phưng phức; trứng kiến béo ngầy ngậy, tiếng trứng kiến vỡ lép, thoáng hơi mỡ gà, hành phi và hương thơm lá chuối ngự.

## Kết nghĩa
Huyện Phước Long, tỉnh Bạc Liêu